# Xing
Xing (pronuncia-se “crossing” no mundo anglófono) é uma rede social online profissional líder no mercado de língua alemã.

## Descrição
Fundada em 2003, a Xing é um serviço online que permite construir e agregar a rede profissional de cada um dos utilizadores do serviço. O modelo de negócio baseia-se em publicidade, subscrições e serviços empresariais. Em 2018, o Xing contava com 14 milhões de membros na Suíça, Alemanha, Áustria e Liechtenstein.

## Sede em Portugal

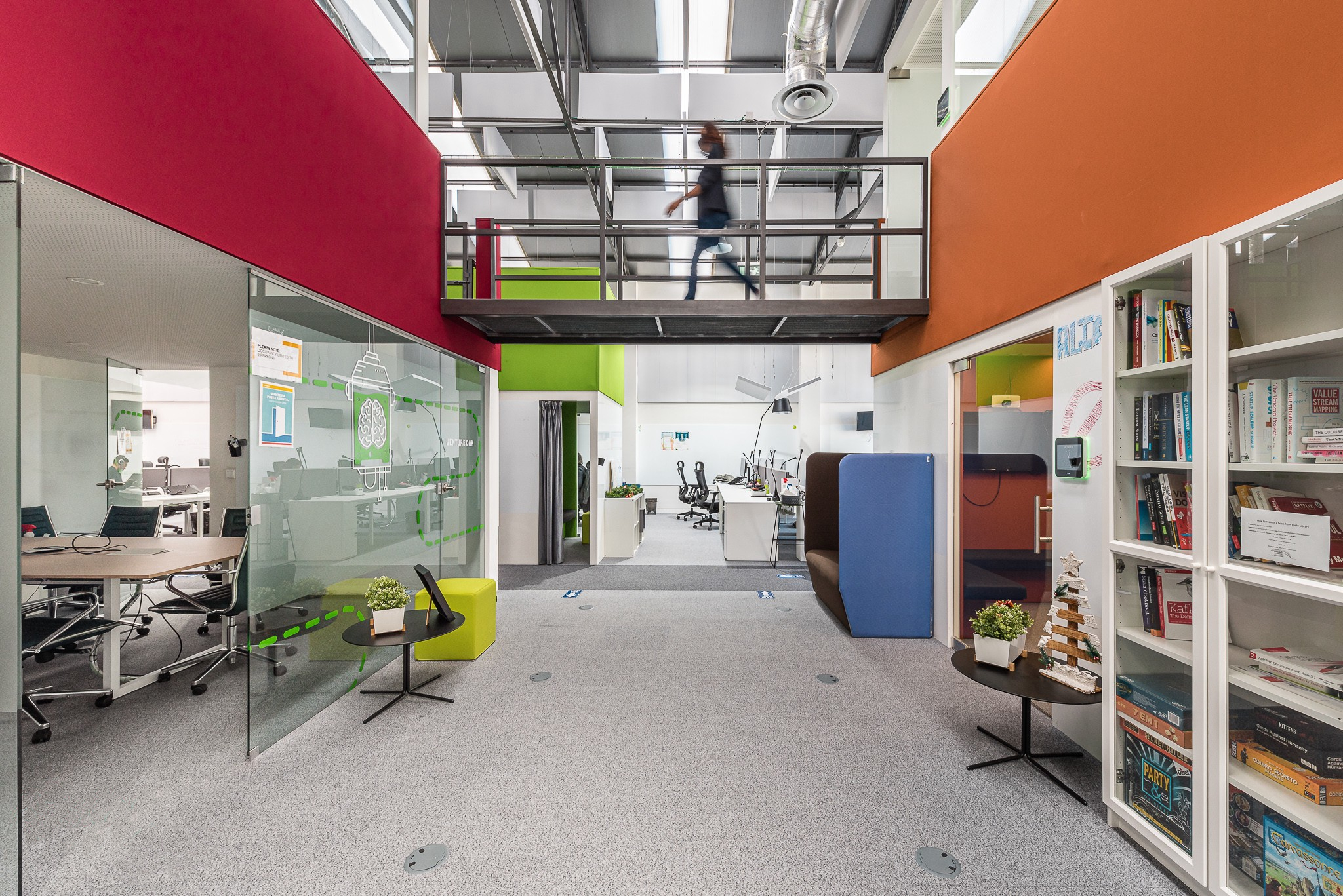
Escritório sede da Xing em Portugal

A empresa instala a sua sede portuguesa em Matosinhos em 2018 contratando 100 programadores. Esta nova sede da empresa possui mais de 1000m2 em espaços de trabalho e lazer. O projeto foi desenvolvido pelo estúdio Utopia - Arquitectura e Engenharia e teve como autores os arquitetos Ricardo Tedim Cruz e Susana Barros Vilela. A sede inclui também espaços de conferências que alojam eventos abertos ao público e à comunidade de estudantes.  No final de 2019 expande o seu escritório contratando mais 50 colaboradores. No final de 2019, a Xing Portugal já dá suporte a 15 milhões de utilizadores no mercado alemão.